# Muscoline
Muscoline es un municipio italiano situado en la provincia de Brescia, en Lombardía. Tiene una población estimada, en octubre de 2023, de 2688 habitantes.

## Evolución demográfica
| Gráfica de evolución demográfica de Muscoline entre 1861 y 2023 |
|                                                                 |
| Fuente: ISTAT - Elaboración gráfica de Wikipedia                |